# Paul Bigsby
Paul Adelburt Bigsby (Elgin, Illinois, 12 de diciembre de 1899-7 de junio de 1968) fue un inventor, diseñador y pionero estadounidense de la guitarra eléctrica de cuerpo sólido. Bigsby es mejor conocido por diseñar el cordal de vibrato Bigsby (también mal etiquetado como brazo de trémolo) y propietario de las guitarras eléctricas Bigsby.
Paul construyó una de las primeras guitarras de acero para el guitarrista de acero del sur de California Earl "Joaquin" Murphy de la banda de Spade Cooley, así como para Jack Rivers, y luego construyó una guitarra eléctrica de cuerpo sólido conceptualizada por Merle Travis que poseería un nivel comparable de sostenido como una guitarra de acero. Esto se logró anclando las cuerdas a través del cuerpo en lugar de un cordal. Terminado en 1948, el instrumento ganaría gran popularidad e influiría aún más en el diseño de la Telecaster de cuerpo sólido producida más tarde por Leo Fender, así como de la Les Paul de cuerpo sólido. El diseño del clavijero Bigsby contenía seis afinadores seguidos e influiría en los diseños de Fender durante toda la historia de la empresa, junto con muchos otros fabricantes. Bigsby también hizo un modelo de doble cuello para el guitarrista de Nashville Grady Martin y una mandolina amplificada para Texas Playboy Tiny Moore. Bigsby también construyó una guitarra de pedal de acero para Speedy West que West usó en muchas de las primeras grabaciones de Tennessee Ernie Ford, así como en discos de Travis, Red Ingle, Jean Shepard, Johnny Horton, Ferlin Husky y Merrill Moore.
Antes de trabajar en la música, fue un piloto de motos conocido como "PA Bigsby", fue el capataz de Crocker Motorcycles y diseñó muchos componentes, como la culata de válvulas en cabeza para su primera motocicleta V-twin. La unidad de cordal de vibrato, sin embargo, fue lo que hizo la reputación de Bigsby, ya que fue utilizada por Gibson, Gretsch y otras compañías de guitarras. En 1966, Bigsby vendió la empresa al exejecutivo de guitarras Gibson, Ted McCarty. El 10 de mayo de 1999, la empresa Fred Gretsch compró la empresa Bigsby.